# Бранислава Подрумац
Бранислава Подрумац је српска оперска певачица (сопран).

## Биографија
Сопран Бранислава Подрумац вишеструко је надарена уметница велике моћи трансформације која са подједнаком лакоћом влада сценом у оперским, оперетским, мјузикл, па чак и драмским улогама.
Дипломирала је соло певање на ФМУ у Београду, у класи професорке Радмиле Смиљанић. Усавршавала се на мајсторским курсевима у Београду, Бечу и Хагу, код Оливере Миљаковић, Катарине Јовановић, Зоне Газаријан, Џејмса Мекреја, Рите Сусовски, Марјане Липовшек и Олге Макарине. На оперској сцени је дебитовала 2003. године као члан Оперског студија Народног позоришта у Београду насловном улогом у Пучинијевој Сестри Анђелики.
Широј јавности постала је позната након тумачења главне улоге (Ја) у хит мјузиклу Ребека Силвестера Леваја, за коју је добила награду УМУС-а за најбољег младог уметника у 2012. години. Овом улогом започела је успешну сарадњу са опером и театром Мадленианум, где тумачи улоге Хане у оперети Весела удовица, Неде у опери Пајаци, Епонине у мјузиклу Јадници, Франци у оперети Бечка крв, Папагене у верзији Чаробне фруле за децу, Оре у опери Сутон Стевана Христића, као и драмску улогу Виде у представи Мале тајне, у режији Горана Марковића.
Одржала је велики број концерата, реситала и јавних наступа, од којих се посебно издвајају извођење Бернштајновог Кадиша са Хором и Симфонијским оркестром РТС-а (2003) и наступ на Новогодишњем концерту Београдске филхармоније (2011).
Посебно место у њеној каријери престављају неговање традиционалне и духовне музике, али и извођење савремених дела класичне музике. Запажена су њена тумачења улога Елизабете у плесној опери Деришта Филипа Гласа (2009) и Нимфе у камерној опери Нарцис и Ехо (2003) Ање Ђорђевић. У оквиру камерне сцене Београдске филхармније 2017. рецитовала је стихове и показала изузетно глумачко умеће изводећи Фасаду Архивирано на веб-сајту  (27. септембар 2021) Вилијама Волтона; дело, инспирисано духовитим, ироничним, саркастичним, али и сентименталним стиховима енглеске песникиње Едит Ситвел.
Чланица је неколико ансамбала са којима редовно наступа на концертима, фестивалима и пригодним културним манифестацијама од којих се издвајају: Либерцуатро специализован за извођење танго музике, као и Trio Casablanca и No Boundaries duo са репертоаром филмске и популарне класичне музике. Крајем 2020. године придружила се ансамблу Shira U’tfila  који се бави истраживањем, аранжирањем и извођењем сефардске музике Балкана, Медитерана и Блиског истока.
Бранислава је учествовала у едукативним програмима Београдске филхармоније (концертна свита Хари Потер и чаробњаков камен 2006, 2016 и 2018) и Опере и театра Мадленианум (Чаробна фрула за децу 2013). Такође је била главни протагониста документарно – играног филма Горана Паскаљевића Београд: отићи или остати (2002) у продукцији немачко – француске телевизије Арте, и главни протагониста документарних ТВ филмова Од Бога дар (1997) и Боја душе (2019) аутора Владимира Перовића.
Чланица је Удружења музичких уметника Србије са статусом самосталног уметника.